# Михайловське міське поселення (Нижньосергинський район)
Миха́йловське міське поселення (рос. Михайловское городское поселение) — сільське поселення у складі Нижньосергинського району Свердловської області Росії.
Адміністративний центр — місто Михайловськ.
Населення сільського поселення становить 13496 осіб (2019; 15330 у 2010, 15710 у 2002).
Станом на 2002 рік існувало 1 міська рада та 6 сільських рад: Михайловська міська рада (місто Михайловськ, селище Михайловський Завод), Акбаська сільська рада (село Акбаш, присілок Шарама), Аракаєвська сільська рада (село Аракаєво), Красноармійська сільська рада (селище Красноармієць, присілок Перепряжка), Тюльгаська сільська рада (село Тюльгаш, селище Рябиновка), Урмікеєвська сільська рада (присілки Урмікеєво, Уфа-Шигірі) та Шокуровська сільська рада (село Шокурово).

## Склад
До складу сільського поселення входять:
| Населений пункт             | Населення, осіб (2002) | Населення, осіб (2010) |
| --------------------------- | ---------------------- | ---------------------- |
| Акбаш, село                 | 683                    | 698                    |
| Аракаєво, село              | 379                    | 413                    |
| Красноармієць, селище       | 826                    | 717                    |
| Михайловськ, місто          | 10538                  | 9852                   |
| Михайловський Завод, селище | 620                    | 656                    |
| Перепряжка, присілок        | 272                    | 279                    |
| Рябиновка, селище           | 111                    | 92                     |
| Тюльгаш, село               | 545                    | 465                    |
| Урмікеєво, присілок         | 783                    | 827                    |
| Уфа-Шигірі, присілок        | 493                    | 522                    |
| Шарама, присілок            | 131                    | 146                    |
| Шокурово, село              | 949                    | 754                    |